# 145-я танковая бригада
145-я отдельная танковая бригада, воинская часть Вооружённых сил СССР в Великой Отечественной войне.

## История бригады
Сформирована 06.09.1941 года путём переформирования 104-й танковой дивизии и 210-го танкового полка 102-й танковой дивизии. 104-й артиллерийский полк ПТО был выведен из её состава и, перейдя в подчинение начальника артиллерии 43-й армии, стал самостоятельной боевой единицей (с октября 1941 г. — 104 гаубичный артполк МЗО, затем 126 гаубичный артполк РВГК, с 20.02.1942 по июль 1945 г. — 41 гв. (корпусной) артполк РВГК).
На момент формирования находилась на оборонительных рубежах в районе Богданова, находясь во втором эшелоне войск, прикрывающих рубежи на Десне. 30.09.1941 года вступила в бой с проводившими разведку боем вражескими частями, отбросила их и закрепилась на рубеже Кувшиновка — Бол. Павлово — Холм — Натальино, восточная окраина района Заборье — Новогорье.
02.10.1941 года вражеские войска прорвали оборону 222-й стрелковой дивизии, переправились через Десну и вступили в бой с бригадой и частями 211-й стрелковой дивизии в районе Новоспасского. Советским войскам удалось отбросить врага, но остатки бригады были окружены, вышли из окружения из междуречья Стряна — Десна, и сосредоточились в районе леса юго-восточнее населённого пункта Воробьевка. Из вяземского котла вышла 10.10.1941 года, 16.10.1941 года была отправлена во Владимир, была пополнена.
С 15.11.1941 года ведёт ожесточённые бои в районе Серпухова, за населённый пункт Высокое.
20.11.1941 года направлена в район Звенигорода, с задачей совместно со 108-й стрелковой дивизией не допустить прорыва противника. С 21.11.1941 года вступает в бой на рубеже Котово, Насоново. К 24.11.1941 года отошла на рубеж Петровское, Дютьково.
27.11.1941 года включена в оперативную группу под командованием командира бригады Ф. Н. Ремизова, была сменена на позициях частями 144-й стрелковой дивизии и 28.11.1941 года перешла в наступление на группировку противника с рубежа Озерецкое, Поярково, Льялово в общем направлении на Холмы, с целью препятствовать распространению вражеских войск в Химки и Красную Поляну. Наступление не удалось.
С 07.12.1941 года в наступлении на том же участке фронта, обходила Истринское водохранилище с севера. 14.12.1941 года вновь перешла в активное наступление с целью уничтожения группировки вражеских войск на западном берегу Истры и водохранилища. В течение 15.12.1941 года вела упорные бои в районе Гречнево, Пласкуново, Никольское.
В ходе наступления отличилась 20.12.1941 года при освобождении Волоколамска, к концу 1941 года вышла на рубеж рек Лама и Руза.
Участвовала в Ржевско-Сычевской наступательной операции, 23.08.1942 года приняла участие в освобождении города Зубцов.
10.04.1943 года, приказом НКО № 161 преобразована в 43-ю отдельную гвардейскую танковую бригаду

## Полное название
- 145-я отдельная танковая бригада

## Подчинение
- Резервный фронт, 43-я армия — с момента формирования.
- Московский военный округ — на 01.11.1941 года.
- Западный фронт, 49-я армия — на 15.11.1941 года
- Западный фронт, 16-я армия — с конца ноября 1941 года
- Западный фронт, 20-я армия — на 01.01.1942 года
- Резерв Ставки ВГК, Московский военный округ, 6-я сапёрная армия — на 01.03.1942 года.
- Западный фронт, фронтовое подчинение — на 01.01.1942 года
- Западный фронт, 33-я армия — на 01.06.1942 года
- Западный фронт, 31-я армия — на 01.08.1942 года
- Западный фронт, 50-я армия — на 01.03.1943 года
- Западный фронт, фронтовое подчинение — на 01.04.1942 года

## Состав
- Управление бригады
- Рота управления
- Разведывательная рота
- 145-й танковый полк (до ноября 1941 года)
- Моторизованный стрелковый батальон
- Противотанковый дивизион
- Зенитный дивизион
- Автотранспортная рота
- Ремонтная рота
- Санитарный взвод
- 124-й отдельный танковый батальон (с ноября 1941 года)
- 130-й отдельный танковый батальон (с ноября 1941 года, с 10.02.1942 года, 66-й отдельный танковый батальон)

## Укомплектованность
- на 16.11.1941 — 67 танков, в том числе: 9 КВ-1, 29 Т-34, 29 лёгких

## Командиры
- Урбан Иустин Фёдорович (вероятно) (06.09.1941-12.11.1941), полковник
- Соломатин Михаил Дмитриевич (12.11.1941-19.11.1941), генерал-майор танковых войск
- Ремизов, Фёдор Тимофеевич (официально с 08.09.1941, реально с 19.11.1941-05.05.1942), генерал-майор танковых войск
- Сергиенко, Сергей Семёнович (05.05.1942-24.02.1943), полковник
- Лукашев Михаил Павлович (25.02.1943-10.04.1943), подполковник
- Имамов Таукан Матович (01.12.1941-09.05.1945), ст сержант, командир истребительного взвода